# Gmina Gurrë
Gmina Gurrë (alb. Komuna Gurrë) – gmina  położona w środkowej części Albanii. Administracyjnie należy do okręgu Mat w obwodzie Dibra. W 2011 roku populacja gminy wynosiła 3369 w tym 1690 kobiet oraz 1679 mężczyzn, z czego Albańczycy stanowili 70,94% mieszkańców.
W skład gminy wchodzi sześć miejscowości: Rripa, Gurra e Vogël, Misheri, Shulbatra, Domi, Gurra e Madhe.